# Reino de Wexford
```
   |-
       |
Erro:
:  
valor não especificado para "
nome_comum
"
```

O Reino de Wexford (nórdico antigo: Veisafjǫrðr que significa «ensenada de marismas») foi um pequeno enclave hiberno-nórdico que aparece na crónica do século XII Cogad Gáedel re Gallaib (guerra dos irlandeses contra os estrangeiros) e outros escritos contemporâneos como os Anais dos quatro mestros, Anales de Inisfallen e Anais de Tigernach. Foi fundado pelos viquingues para 819, quando se tem uma constância das primeiras expedições de saque na região,e permaneceu sob seu governo uns 300 anos como cidade-Estado, em grande parte independente; Em 892 os viquingues de Waterford, Wexford e St. Mullins foram derrotados, a partir de então Wexford oferecia tributo aos monarcas irlandeses do Reino de Leinster.